# Nachtgestalten (1999)
Nachtgestalten ist ein deutscher Episodenfilm von Andreas Dresen aus dem Jahr 1999. Der Film wurde als Berlinale-Wettbewerbsbeitrag gefeiert. Michael Gwisdek wurde für seine überzeugende Leistung mit dem Silbernen Bären ausgezeichnet.

## Handlung
Berlin bereitet sich auf den Besuch des Papstes vor, aber die drei ungleichen Paare, die in diesem Film schlaflos durch die Hauptstadt streunen, erleben keine heilige Nacht. Die Obdachlose Hanna bekommt 100 Mark in ihre Bettelschale geworfen, ohne dass sie sieht, wer es war. Daraufhin möchte das obdachlose Paar Hanna und Viktor mit diesen 100 Mark eine Nacht im Hotel schlafen, die heroinabhängige Prostituierte Patty hat einen Freier vom Land und der Geschäftsmann Peschke trifft am Flughafen, auf einen Gast wartend, einen kleinen angolanischen Flüchtlingsjungen, den er nicht mehr loswird.

## Auszeichnungen
1999 erhielt der Film folgende Auszeichnungen:
- Bei den Internationalen Filmfestspielen Berlin wurde Michael Gwisdek mit dem Silbernen Bären ausgezeichnet, Andreas Dresen bekam eine Nominierung für den Goldenen Bären.
- Beim Deutschen Filmpreis bekam der Film eine Auszeichnung als Bester Spielfilm; Nominierungen gab es in den Kategorien Beste Regie (Andreas Dresen), Bester Hauptdarsteller (Michael Gwisdek), Beste Nebendarstellerin (Susanne Bormann), Bester Nebendarsteller (Dominique Horwitz).

- eine Goldener-Frosch-Nominierung für Andreas Höfer bei den Camerimage-Filmfestspielen
- beim Internationalen Filmfest Emden-Norderney gab es eine Nominierung für Andreas Dresen.
- Beim Valladolid International Film Festival wurde Andreas Dresen als Best New Director ausgezeichnet; nominiert wurde er zudem für einen Golden Spike.

Im Jahr 2000 wurde der Film wie folgt ausgezeichnet:
- Ernst-Lubitsch-Preis für Michael Gwisdek.
- Der Preis der deutschen Filmkritik ging in der Kategorie Bester Spielfilm an Andreas Dresen.
- Einen Prix Europa gab es in der Kategorie Television Programme of the Year 2000 – TV Fiction.

## Kritiken
„Die lose verwobenen Geschichten entwickeln ein tiefes Gespür für die Not und leben vom aufrichtigen Interesse an den Figuren. Ein mutiger Film voller Intensität und Lebendigkeit, der eine ungeglättete Annäherung an die Wirklichkeit wagt und ein nüchternes Bild häufig übersehener Randbereiche der deutschen Wirklichkeit zeichnet. (Kinotipp der katholischen Filmkritik)“